# Charles-Jacques de Fadate de Saint-Georges
Charles-Jacques de Fadate de Saint-Georges (2 juillet 1779, Troyes - 8 juillet 1854, château de Lirey), est un homme politique français.

## Biographie
Fils de Jacques de Fadate de Saint-Georges, mestre-de-camp de cavalerie dans la maison du roi avant la Révolution, puis maréchal de camp dans l'armée de Condé, Charles-Jacques de Fadate était membre de la commission hospitalière de la ville de Troyes major de la garde nationale en 1814. Il obtenu de l'état-major allié l'évacuation de la plupart des troupes étrangères, et répondit de la ville sur sa tête. 
Maire de Troyes de 1816 à 1826, il est élu député de l'Aube le 6 mars 1824.
Il est nommé par décret royal préfet des Côtes-du-Nord en 1827. Il occupa ces fonctions jusqu'à la révolution de juillet 1830. Il donna alors sa démission et rentra dans la vie privée.

## Sources
- « Charles-Jacques de Fadate de Saint-Georges », dans Adolphe Robert et Gaston Cougny, Dictionnaire des parlementaires français, Edgar Bourloton, 1889-1891 [détail de l’édition]